# Robert M. Charlton

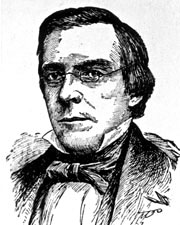
Robert M. Charlton

Robert Milledge Charlton, född 19 januari 1807 i Savannah, Georgia, död 18 januari 1854 i Savannah, Georgia, var en amerikansk demokratisk politiker och jurist. Han representerade delstaten Georgia i USA:s senat 1852-1853.
Charlton studerade juridik och inledde sin karriär som advokat i Savannah. Han tjänstgjorde som federal åklagare 1835-1836 och 1839-1840. Han var borgmästare i Savannah 1839-1841.
Senator John M. Berrien avgick 1852 och efterträddes av Charlton. Han efterträddes sedan följande år av Robert Toombs. Charlton avled 1854 och gravsattes på Laurel Grove Cemetery i Savannah. Charlton County har fått sitt namn efter Robert M. Charlton.